# 三角町立大岳小学校
三角町立大岳小学校（みすみちょうりつおおたけしょうがっこう）は、熊本県宇土郡三角町大字手場（現・宇城市）にあった公立小学校。

## 沿革
- 1874年 - 大口学校、千場学校、里浦学校創立。
- 1882年 - 底江学校、御船学校、古場学校創立。
- 1891年 - 大口学校と千場学校が合併し大岳尋常小学校に、底江学校と御船学校が合併し浜出張教場に、里浦学校と古場学校が合併し里浦支校にそれぞれなる。
- 1892年 - 大岳尋常小学校が大岳東部尋常小学校に、浜出張教場が大岳中部尋常小学校に、里浦支校が大岳西部尋常小学校にそれぞれ改称。
- 1898年 - 合併し大岳尋常小学校となる。
- 1903年 - 現在地に移転。
- 1919年 - 大岳尋常高等小学校と改称。
- 1941年 - 大岳国民学校と改称。
- 1947年 - 大岳村立大岳小学校と改称。
- 1955年 - 三角町立大岳小学校と改称。
- 2003年 - 三角町立郡浦小学校と合併し青海小学校が開校。